# Branice (stacja kolejowa)
Branice – stacja kolejowa w miejscowości Branice, w kraju południowoczeskim, w Czechach. Znajduje się na linii 201 Tábor - Ražice, na wysokości 485 m n.p.m..  

## Linie kolejowe
- 201: Tábor - Ražice